# Krystal Versace
Pour les articles homonymes, voir Versace (homonymie) et Fenn.
Luke Fenn, plus connu sous le nom de scène Krystal Versace, est une drag queen anglaise principalement connue pour avoir participé à la troisième saison de RuPaul's Drag Race UK. 

## Jeunesse et débuts
Luke Fenn naît le 10 octobre 2001 à Royal Tunbridge Wells, dans le Kent, en Angleterre. Elle a des origines chypriotes grecques. Elle commence le transformisme à l'âge de treize ans.

## Carrière
Le 18 août 2021, Krystal Versace est annoncée comme l'une des douze candidates de la troisième saison de RuPaul's Drag Race UK. Le 25 novembre 2021, elle remporte la compétition face à Ella Vaday et Kitty Scott-Claus, faisant d'elle la gagnante la plus jeune de la franchise Drag Race, à l'âge de dix-neuf ans.

## Vie privée
Luke Fenn utilise les pronoms masculins pour se définir et les pronoms féminins pour définir son personnage de drag queen. Il est atteint de dyslexie.

## Discographie
| Année | Titre                                  | Artiste                                                | Album  | Ref.  |
| ----- | -------------------------------------- | ------------------------------------------------------ | ------ | ----- |
| 2021  | B.D.E. (Big Drag Energy) [Slice Girls] | The Cast of RuPaul's Drag Race UK, Season 3            | Single | [ 7 ] |
| 2021  | Hey Sis, It's Christmas (Cast Version) | RuPaul ft. The Cast of RuPaul's Drag Race UK, Season 3 | Single | [ 8 ] |

## Filmographie

### Télévision
| Année | Titre                 | Rôle      | Notes                                                     | Ref.  |
| ----- | --------------------- | --------- | --------------------------------------------------------- | ----- |
| 2021  | RuPaul's Drag Race UK | Elle-même | Saison 3 de RuPaul's Drag Race UK – Concurrente, gagnante | [ 1 ] |

### Web-séries
| Année | Titre           | Rôle      | Notes                                                     | Ref.  |
| ----- | --------------- | --------- | --------------------------------------------------------- | ----- |
| 2021  | Cosmo Queens UK | Elle-même | Saison 3 de RuPaul's Drag Race UK – Concurrente, gagnante | [ 9 ] |

### Clips vidéo
| Année | Titre                                | Artiste(s) | Ref.   |
| ----- | ------------------------------------ | ---------- | ------ |
| 2021  | Good Ones [Drag Performance Version] | Charli XCX | [ 10 ] |